# هانك نيلسون
هانك نيلسون (بالإنجليزية: Hank Nelson)‏ هو مؤرخ أسترالي، ولد في 21 أكتوبر 1937 في Boort ‏ في أستراليا، وتوفي في 17 فبراير 2012 في كانبرا في أستراليا.